# بيل أوسبورن
بيل أوسبورن (بالإنجليزية: Bill Osborne)‏ هو لاعب اتحاد الرغبي نيوزلندي، ولد في 24 أبريل 1955 في وانجانوي في نيوزيلندا.

## وصلات خارجية
- بيل أوسبورن عل موقع إسبنسكروم (الإنجليزية)